# 鲫鱼
鲫，通稱鲫鱼，俗名鲫瓜子、月鲫仔、土鲫、细头、鲋鱼、寒鲋，粵語稱為鰂魚，为鲤科鲫属的一种，在歐亞地區為常见淡水鱼。鲫鱼经过人工养殖和选育，可以产生许多新品种，例如金鱼就是由此产生的一种观赏鱼类，为其下的指名亚种。

## 特徵

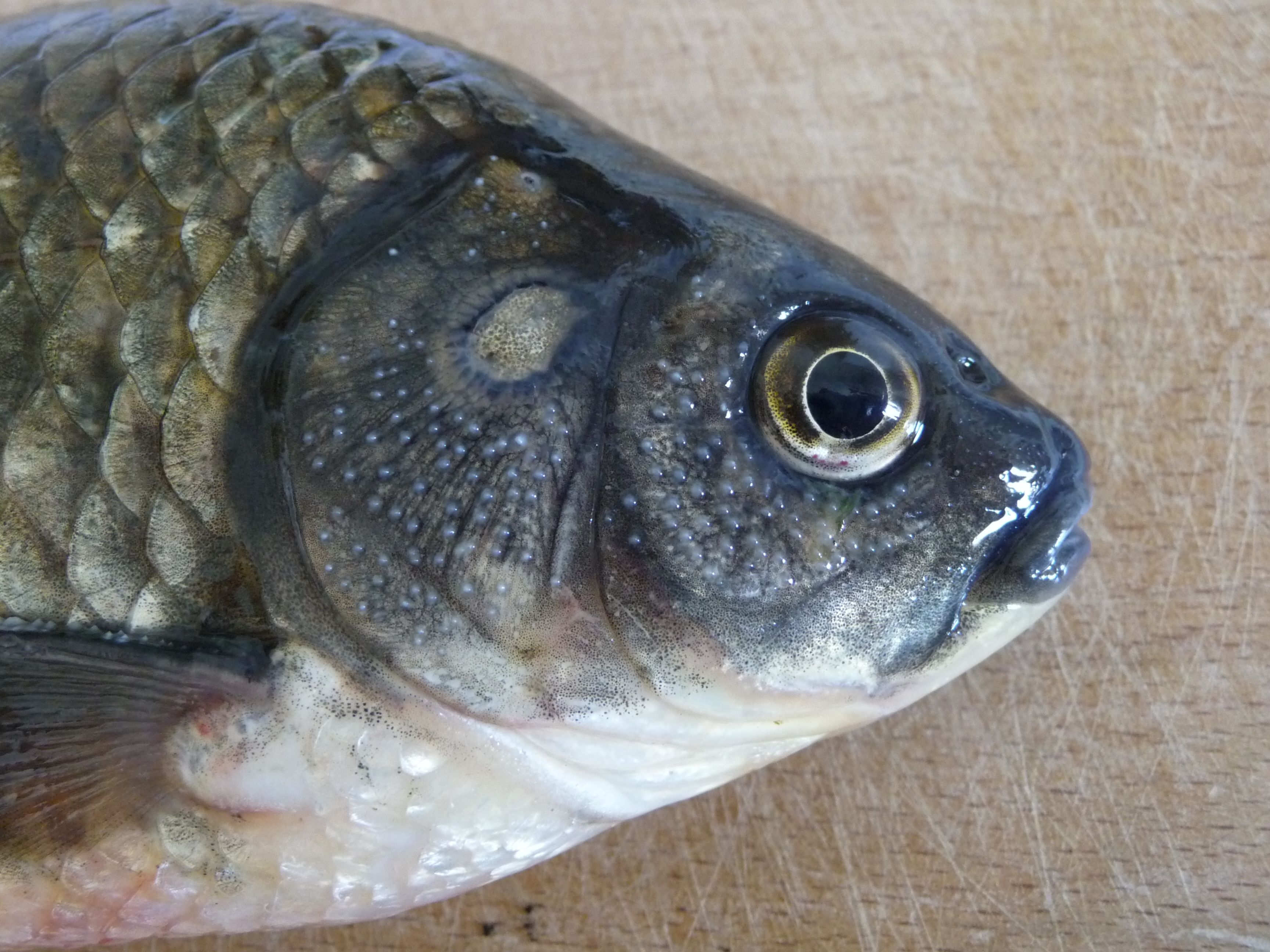
鲫鱼头部

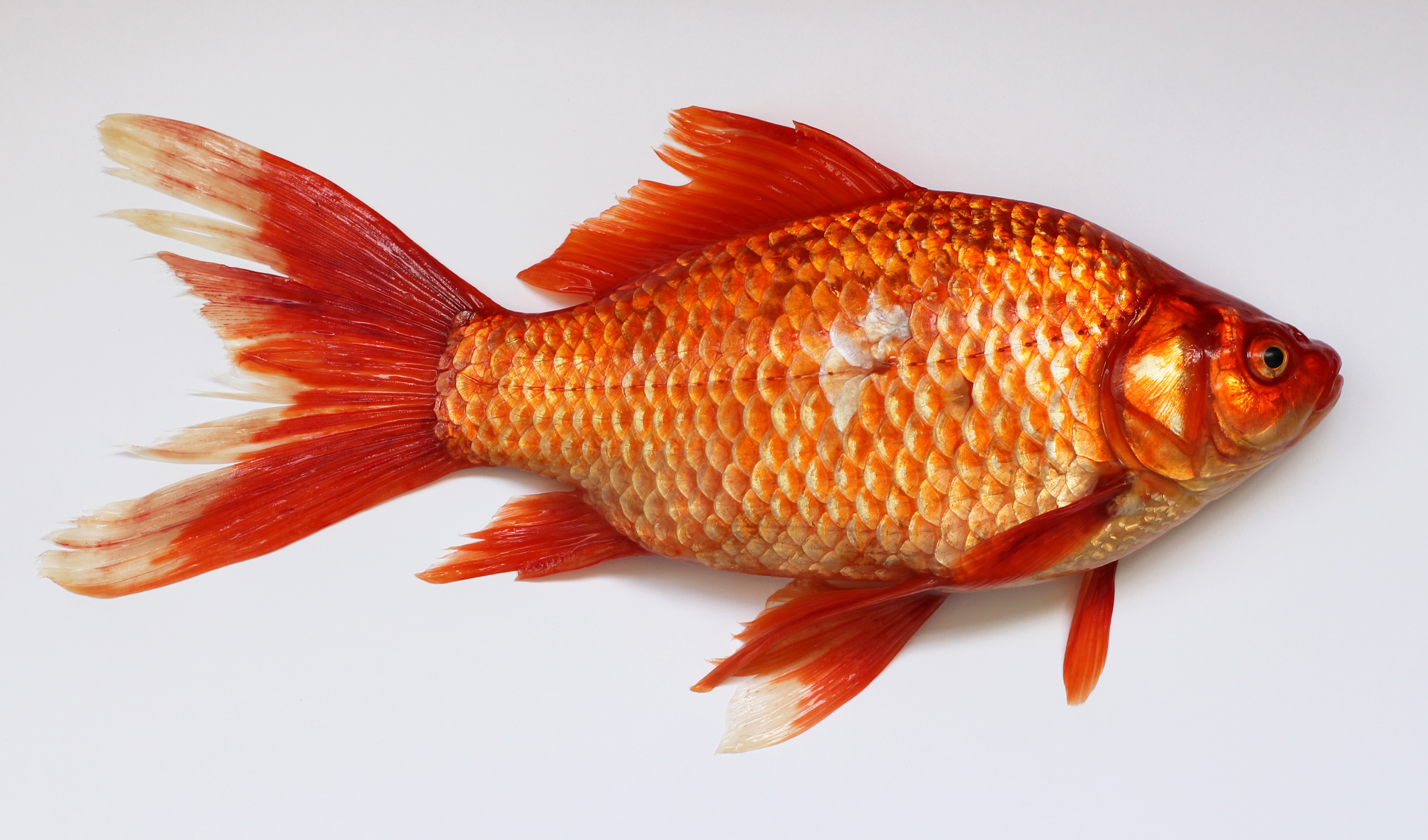
一條已經顯示出明顯的金魚特徵的銀鯽

本魚體側扁，頭略短，吻鈍圓，無鬚。鱗片大；魚體呈銀灰、黃色或紅色，背部顏色較深，腹部銀白色，各鰭灰色，尾鰭淺叉形，背鰭硬棘3至4枚；背鰭軟條14 -20枚；臀鰭硬棘2至3枚；臀鰭軟條4至7枚；脊椎骨30個，體長約50公分。

## 分布
本魚原分布於中國除青藏高原外的江河、湖泊、池塘等水体中等，並引進世界各地的淡水水域。该物种的模式产地在欧洲。

## 生態
鯽魚生活于水深20公尺以上，為初級淡水魚，棲息於河川中下游水草較多之淺水域、溪流或静水水体。對環境適應力強，體內的糖原使鯽魚能忍受含氧量不高的污濁水，生性敏感且警覺性高。屬雜食性，主要以藻類及小型底棲甲殼類為食。產粘性卵黏附於水草上，產卵期為3至9月。

## 經濟利用
常作為水族市面上大型魚類或寵物水龜的餌料。也是相當普遍的食用魚，目前已大量養殖，適合清燉、紅燒，也是遊釣魚類。

## 名稱訛誤
粵語中「鰂」與「鯽」發音相近，不過「鰂」字本義卻是指烏鰂而非鯽魚。

## 亚种
- 金鱼，Linnaeus于1758年命名，指名亚种，俗名喜头、鲫瓜子、鲭、月鲫仔、细头、鲋鱼、寒鲋。分布于中国等，一般栖息于江河、湖泊以及池塘及沟渠等水体中。其肉可供食用。[6]
- 银鲫，Bloch于1783年命名。在中国，分布于黑龙江水系、呼伦湖和新疆额尔齐斯河等。该物种的模式产地在欧洲。[7]但後來也有學者將其單獨劃出成爲一種，即Carassius gibelio[8][9]。

## 延伸阅读
[在维基数据编辑]
 《欽定古今圖書集成·博物彙編·禽蟲典·鯽魚部》，出自陈梦雷《古今圖書集成》